# Šahrisabz
Šahrisabz (uzbečki: Шаҳрисабз; perzijski: شهر سبز, Šahri Sabz, što znači "zeleni grad") je grad u Kaškadarinskoj pokrajini (vilajetu) u južnom Uzbekistanu. Grad se nalazi oko 80 km južno od Samarkanda i nekada je bio najvećim gradom Srednje Azije, te se vjeruje kako je rodno mjesto mongolskog vladara iz 14. stoljeća, Timura Velikog. 
Grad se nekada nalazio točno na pola Puta svile, između Kine i Zapada, te se u njemu nalaze brojne vjerske i sekularne građevine iz vremena Timura Velikog i njegovih nasljednika (Timuridi) od 15. do 16. stoljeća. Zbog toga je upisan na na UNESCO-ov popis mjesta svjetske baštine u Aziji i Oceaniji 2000. godine. God. 2016. Šahrisabz je upisan i na popis ugroženih mjesta svjetske baštine zbog ništenja zgrada u povijesnoj četvrti i nastavka nekontroliranog urbanog razvoja.+.

## Povijest
Na mjestu današnjeg Šahrisabza se nekada nalazio drevni grad Nautaka koji je bio jedan od najstarijih gradova Srednje Azije. Aleksandrov general Ptolemej I. Soter upravo je u ovom gradu uhvatio baktrijskog satrapa Besa, čime je okončano Ahemenidsko Perzijsko Carstvo. Aleksandar je zimu 328./327. pr. Kr. proveo u njemu zajedno sa svojom ženom Roksanom. U Perzijskom carstvu je grad bio poznat kao Kaš, tj. "Srcu ugodan".
Vjeruje se kako je 9. travnja 1336. u Šahrisabzu rođen Timur Veliki, od roditelja manjeg lokalnog poglavice. Zbog toga je tijekom prvih godina njegove mongolske države koja se rasprostirala od Indije do Turske, Šahrisabz uživao uživao skrb i zaštitu dinastije Timurida. Iako je Timur planirao izgraditi svoju grobnicu u rodnom mjestu, vremenom je Samarkand postao njegovom prijestolnicom i u njemu je dao izgraditi svoj mauzolej Gur Emir. 
Oko 1500. Šahrisabzom su zavladali Uzbeci koji su vladali iz Buhare i grad je počeo nazadovati. Prema jednoj legendi, kan Buhare, Abdulahkan II., je dao uništiti Šahrisabz jer je njegov najdraži konj preminuo zbog iscrpljenosti prestrmim usponom u grad. No, kasnije ga je svladala žalost zbog toga i dao ga je obnoviti. 
God. 1870. osvajaju ga Rusi i postao je dio ruskog Tatarstana, a od 1924. godine dio sovjetskog Uzbekistana.

## Znamenitosti
Pored srednjovjekovnih kupki i bazara iz 18. stoljeća u gradu se nalaze brojni Timuridski spomenici:
- Ak Saraj ili "Bijela palača" koja je bila ljetnom palačom samog Timura Velikog. Njena izgradnja je započela 1380. godine kada je Timur doveo arhitekte i umjetnike iz friško osvojenog Horezma. No, nažalost od palače su preostala samo divovski, 65 metara visoki, ulazni tornjevi ukrašeni raskošnim keramičkim pločicama plave, bijele i zlatne boje. Iznad ulaza je sačuvan natpis: "Ako sumnjaš u našu snagu, pogledaj naše građevine".
- Kompleks Dorut Tilavat čini džamija petka koju je 1437. godine izgradio Ulugbeg u čast svoga oca Šah Ruha, a njezino ime znači "Plava kupola". Odmah iza džamije Kok Gumbaza nalazi se poseban oblik medrese poznate kao "kuća meditacije", a koja je izgrađena kao mauzolej Ulugbega 1438. godine, ali koji nikada nije poslužio kao grobnica.
- Kompleks Hazrati Imam, odmah istočno od Kok Gumbaza, se sastoji od mauzoleja za koji se vjeruje kako je grobnica imama Amir Kulala iz 8. stoljeća, te mauzoleja Dorusijadata ("Mjesto snage i moći") u kojemu je sahranjen Džehangir, Timurov najstariji i najdraži sin.
- Timurova grobnica se nalazi iza Kompleksa Hezrati Imama, a sastoji se od podzemne komore koju su arheolozi otkrili tek 1943. godine. Prostorija je je gotovo potpuno ispunjena kamenim sarkofagom na kojemu natpisi navode kako je bio namijenjen Timuru. Kako je veliki osvajač sahranjen u Samarkandu, ovaj sarkofag je iskorišten za pokop dva tajanstvena nepoznata tijela.

- Ulaz u Ak Saraj
- Toranj na ulazu u Ak Saraj
- Mauzolej Dorusijadat
- Tržnica u Šahrisabzu

## Poveznice
- Islamska arhitektura
- Ičan Kala

## Vanjske poveznice
- Povijesni spomenici Šahrisabza (engl.)
- Sufijski ornamenti na Timurovoj ljetnoj palači